# Luigi Colombo
Luigi Roberto Colombo (Cesano Maderno, 9 aprile 1947) è un giornalista, conduttore televisivo e telecronista sportivo italiano.

## Biografia

### Telecronista
Inizia la sua carriera giornalistica nel 1977 quando viene assunto a TWM 66 insieme ai fratelli Calindri e Tiziana Ferrario, poi passa a Telemilano 58, antenata dell'attuale Canale 5 dove è autore, e partecipa insieme a Gianni Rivera e Bruno Longhi, alla trasmissione sportiva Milan-Inter Club condotta da Mike Bongiorno. Nel 1981 passa a Telemontecarlo dove per 15 anni è responsabile dello sport e telecronista dei principali eventi calcistici trasmessi dall'emittente, che in quanto monegasca ed affiliata all'UER aveva la possibilità di trasmettere partite di grande richiamo.
Sempre nel 1981 entra nella storia del giornalismo sportivo televisivo, quando introduce per la prima volta nella storia la telecronaca "a due voci" in coppia con José Altafini e successivamente con spalle tecniche del calibro di Fabio Capello e Giacomo Bulgarelli: questa formula verrà imitata in seguito anche dalle televisioni italiane.
È il telecronista di tutte le finali di Coppa dei Campioni e Coppa delle Coppe disputate dal 1981 al 1991, e fu lui assieme a Bruno Pizzul a commentare la finale del 1985 tra Juventus e Liverpool disputata all'Heysel dove perirono 39 tifosi, 35 dei quali italiani. Ha seguito da inviato e telecronista quattro edizioni del Campionato mondiale di calcio, dal 1982 al 1994, avendo così l'onore di commentare, assieme a José Altafini, il trionfo azzurro di quell'anno allo Stadio Santiago Bernabéu, oltre a tre edizioni del Campionato europeo di calcio, dal 1984 al 1992, tre Olimpiadi (1984, 1988 e 1992) e più di 500 partite di calcio a livello internazionale.
Dopo aver commentato alcune partite di calcio internazionale trasmesse su Stream TV e sulla TSI, commentò sul circuito di Antenna 3 le gare della FIFA Confederations Cup 2003, e successivamente è stato uno dei telecronisti principali della piattaforma televisiva Gioco Calcio dove ha anche "ricomposto" la storica coppia al microfono con Giacomo Bulgarelli; un evento questo che si è ripetuto il 20 settembre 2007 in occasione della partita Groningen-Fiorentina, valevole per il primo turno di Coppa UEFA 2007-2008, che è stata la prima in assoluto trasmessa dalla piattaforma digitale ContoTV.

### Conduttore televisivo
Autore e conduttore di numerose trasmissioni sportive come:
- A casa di Sandro con Sandro Mazzola
- Milan Inter Club con Mike Bongiorno e Gianni Rivera
- Quasigol con Michel Platini, Gianni Brera e Fabio Capello
- Viva Messico con Paolo Rossi e Antonio Cabrini
- Galagoal Italia '90 con Pelé, Falcão, Zbigniew Boniek, Giacomo Bulgarelli, José Altafini e Alba Parietti
- Mondocalcio con Giacomo Bulgarelli, José Altafini, Giorgio Chinaglia e Diego Armando Maradona
- Zona Odeon con Vujadin Boskov e Antonio Cabrini

### Riconoscimenti
Ha vinto il PREMIO BEPPE VIOLA per la TV nell'89 e il PREMIO USSI per la TV nel 90.

## Altro
È stato caporedattore del settimanale Intrepido, direttore del mensile di calcio Bomber e direttore del quotidiano Trottosportsman, testata storica dell'ippica italiana.
Ha inventato e diretto per dodici anni Sisal TV, la prima tv italiana interamente dedicata al gioco che trasmette via satellite in tutte le ricevitorie italiane programmi dedicati al totocalcio, al superenalotto, alla tris e alle scommesse sportive.
Oltre al calcio si è dedicato all'ippica, sua grande passione coltivata sin dai tempi del servizio militare: nel 1978 porta per la prima volta in TV assieme ad Alessandro Berardelli le immagini delle corse ippiche. Successivamente è ideatore di uno spazio dedicato ai grandi protagonisti dell'ippica di allora nella trasmissione di TMC Sabato Sport: con servizi montati da Adone Carapezzi e commentati da Ugo Berti, per anni direttore di Trotto Sportsman.
In seguito ha creato uno spazio televisivo per le corse Totip sempre durante la trasmissione Sabato Sport presentate da Mario Berardelli e Beppe Moscuzza e portate per la prima volta in tv la domenica. Successivamente porta in TV la Corsa Tris  nel TG Sportivo di Telemontecarlo prima di farla diventare un appuntamento fisso in diretta su Sisal tv dove va in onda quotidianamente da dodici anni.